# スシャント・シン・ラージプート
スシャント・シン・ラージプート（Sushant Singh Rajput、1986年1月21日 - 2020年6月14日）は、インドの俳優。2008年にテレビシリーズ『Kis Desh Mein Hai Meraa Dil』で俳優デビューし、2013年に『Kai Po Che!』で映画デビューした。2020年に自宅で首を吊った状態で発見され、死亡が確認された。

## 生涯

### 生い立ち

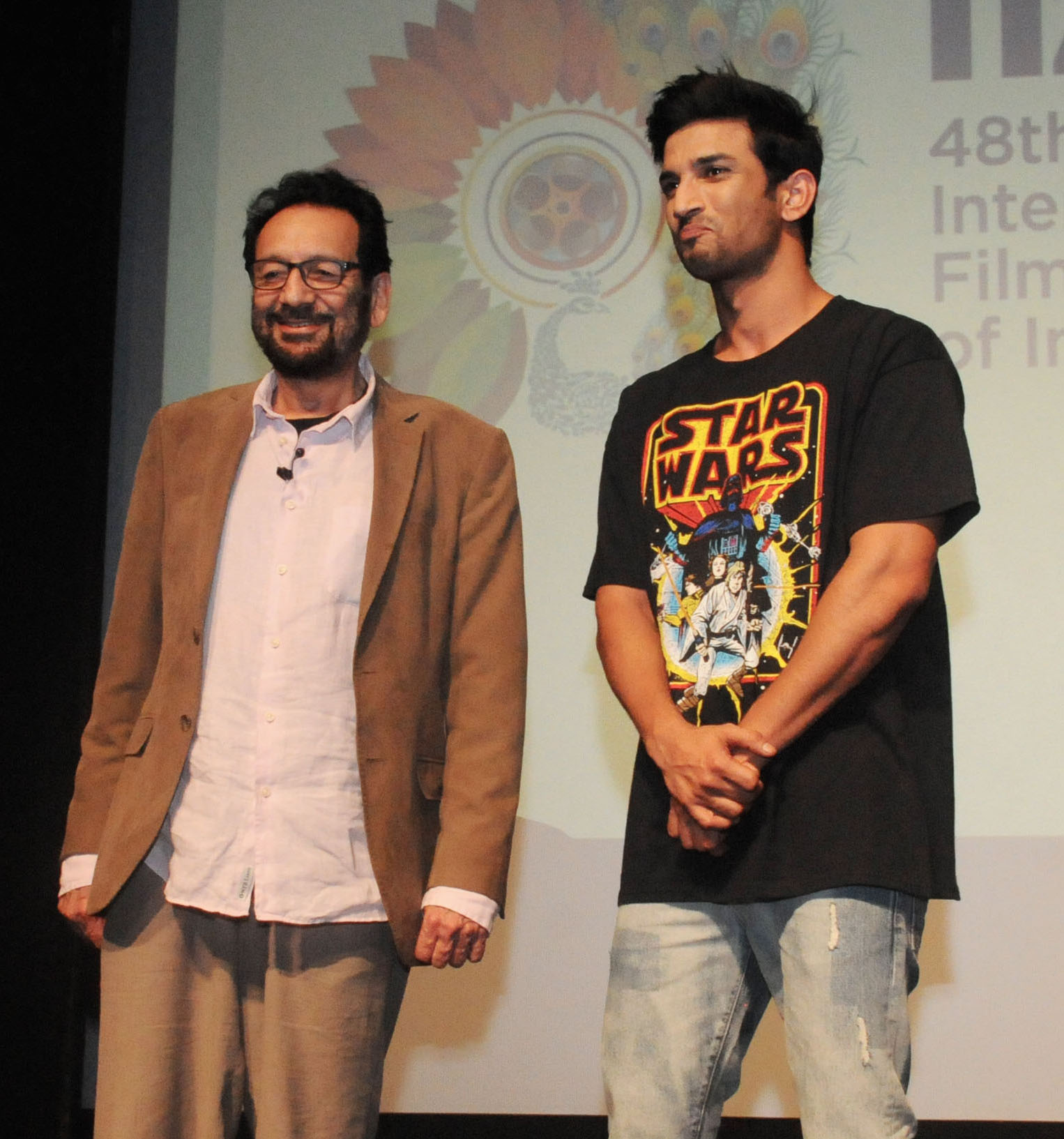
スシャント・シン・ラージプートとシェーカル・カプール（2017年）

クリシュナ・クマール・シンとウーシャ・シンの息子としてパトナに生まれる。先祖はビハール州プルニア県の出身だった。姉妹の一人であるミトゥー・シンはクリケット選手として活動している。2002年に母と死別し、同年に家族はデリーに移住した。スシャントはパトナの聖カレン高等学校、ニューデリーのクラチ・ハンスラージ・モデルスクールで教育を受けた。彼によると2003年に受験したデリー工科大学の入学試験に第7位の成績で合格し、工学クラスに進学した。また、国際物理オリンピックで優勝した経験がある。最終的にインド工科大学ダンバード校を含む11の大学の工学部試験に合格している。しかし、在学中に演劇とダンスに興味を持ち学業に時間を割くことができず、4年課程を3年で終了させた。
在学中にスシャントはシアマク・ダヴァルのダンスクラスに参加した。彼はダンスクラスに参加していた数人の友人が演技にも興味を持ち、バリー・ジョンの演劇クラスに参加していたことをきっかけに俳優のキャリアに進むことを希望するようになった。やがてスシャントも友人たちと共に演劇クラスに参加するようになり、この時の経験を「私は自由になる経験を見付けたのです。私は観客とコミュニケーションできることに気付き、これを永遠のものにしたいと望んだのです」と語っている。数か月後にはダヴァルのダンスチームのレギュラーメンバーに抜擢され、2005年に第51回フィルムフェア賞のバックグラウンド・ダンサーの一員に抜擢された。2006年コモンウェルスゲームズでは開会式の文化プログラムに参加するチームに一員としてオーストラリアを訪れている。この時点でスシャントは工学クラスでの勉学に興味を失っており、工学クラスを退学してダンスクラスと演劇クラスでの活動に専念するようになった。彼は映画業界での成功を夢見てムンバイに移住し、ナディラ・バッバルのエクジュテー劇場の団員として2年半活動した。この間にネスレ・ムンクのテレビコマーシャルで注目を浴び、インド全土で知名度を上げた。

### キャリア

#### 2008年 - 2011年

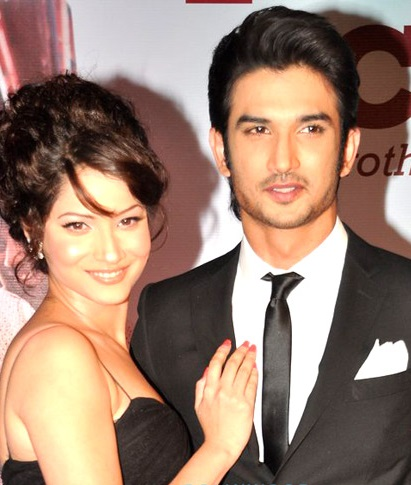
スシャント・シン・ラージプートとアンキター・ローカンデー（2013年）

2008年、バラージ・テレフィルムズのキャスティングチームはエクジュテー劇場の舞台に出演していたスシャントを見て、彼の個性と演技の才能を見出した。チームはスシャントを『Kis Desh Mein Hai Meraa Dil』のオーディションに招き、プリート役に起用した。プリートはシリーズの早い段階で死亡するが、視聴者人気が高かったため最終話で「死後の精神」という形で再登場している。2009年に『Pavitra Rishta』で主演に起用され、家族を支えるためメカニックとして働く青年マナーヴ・デーシュムク役を演じた。同作での演技は高く評価され、スシャントは3つのテレビ賞を受賞した。これにより俳優としての人気を得たスシャントは映画業界に進出する足掛かりを得た。当初、ジー・テレビはスシャントを『Pavitra Rishta』に起用することに難色を示していたが、プロデューサーのエクター・カプールの説得により起用が実現した。また、『Pavitra Rishta』出演をきっかけに共演者のアンキター・ローカンデーと交際を始めたが、2016年に破局が報じられている。
2010年5月からはダンス・リアリティー番組『Zara Nachke Dikha』第2シーズンに出演した。スシャントは『Pavitra Rishta』で俳優としての実績を得ていたが、さらにダンサーとしての実績と指導力を証明する機会を求めており、同時期に『Pavitra Rishta』『Zara Nachke Dikha』の両方に出演していた。『Zara Nachke Dikha』の母の日特別エピソードでは、2002年に死別したスシャントの母のためにダンスが捧げられている。同年12月にはダンス・リアリティー番組『Jhalak Dikhhla Jaa』第4シーズンに出演し、振付師シャムパ・ソンタリアとペアを組んだ。2011年10月に海外で映画製作を学ぶために『Pavitra Rishta』を降板し、マナーヴ役はヒテン・テージワーニーが引き継いだ。

#### 2013年 - 2020年
スシャントはアビシェーク・カプールの『Kai Po Che!』のオーディションに参加し、ラージクマール・ラーオ、アミット・サダーと共に主要キャストに起用された。同作はチェタン・バーガットの小説『The 3 Mistakes of My Life』を原作としており、2013年2月に公開され批評面・興行面で成功を収めた。クリケット選手イシャーン・バット役のスシャントの演技も高い評価を受け、ラジーヴ・マサンドは「目を離せない彼の名は、イシャーン役でデビューしたスシャント・シン・ラージプートです。彼は言葉では言い表せない存在であり、その自信と歴然たる魅力からスターが誕生したことは明白となっています」と批評している。同年9月にマニーシュ・シャルマーの『Shuddh Desi Romance』でヴァーニー・カプール、パリニーティ・チョープラーと共演した。スシャントの演技について、ボリウッド・ハンガマのタラン・アダルシュは「最初のヒンディー語映画で素晴らしい印象を残したスシャント・シン・ラージプート……彼の気取らない自然な演技は多くの新鮮さをもたらした」、Rediff.comのスカンニャー・ヴァルマーは「『Kai Po Che!』でダイナミックなデビューを遂げた後、ラージプートは豊富なエネルギーを駆使して、感情をそのまま口にする子供らしい無邪気さを伝えてきます」と批評している。2014年にラージクマール・ヒラーニの『PK』でアーミル・カーン、アヌシュカ・シャルマと共演した。同作は興行的な成功を収め、インド映画歴代興行成績上位作品の一つとなった。
2015年にディバーカル・バナルジーの『Detective Byomkesh Bakshy!』で主人公ビョームケーシュ・バクシー役に起用された。同作は1940年代のコルカタを舞台としており、4月3日に公開された。2016年にニーラジ・パーンデーの『M.S.ドーニー 〜語られざる物語〜』で主人公マヘンドラ・シン・ドーニ役に起用された。同作は興行的な成功を収め、2016年公開のボリウッド映画興行成績上位作品の一つとなった。スシャントは演技を高く評価され、フィルムフェア賞 主演男優賞にノミネートされた。2017年にディネーシュ・ヴィジャンの『Raabta』でクリティ・サノンと共演した。2018年に2013年北インド洪水を題材にした『Kedarnath』でサーラー・アリー・カーンと共演し、スシャントはカシミールの青年マンスール・カーン役を演じている。2019年3月にアビシェーク・チョーベーの『Sonchiriya』でブーミー・ペードネーカルと共演した。同年9月にはニテーシュ・ティワーリーの『きっと、またあえる』でシュラッダー・カプールと共演し、同年11月にはNetflix配信の『DRIVE/ドライヴ』でジャクリーン・フェルナンデスと共演している。2020年には『きっと、星のせいじゃない。』をリメイクしたムケーシュ・チャブラの『Dil Bechara』でサンジャナ・サンギ、サイーフ・アリー・カーンと共演した。同作は5月公開予定だったが、新型コロナウイルス感染症の流行に伴い7月に公開が延期された。

### 死去
2020年6月14日、ムンバイ・バンドラの自宅で首を吊った状態で発見され、死亡が確認された。ムンバイ市警察の発表によると、自宅から遺書は発見されなかった。スシャントの急死に際してナレンドラ・モディ、ラーフル・ガンディー、アクシャイ・クマール、プリヤンカー・チョープラーなどの著名人が弔意を表明している。

## フィルモグラフィー

### 映画

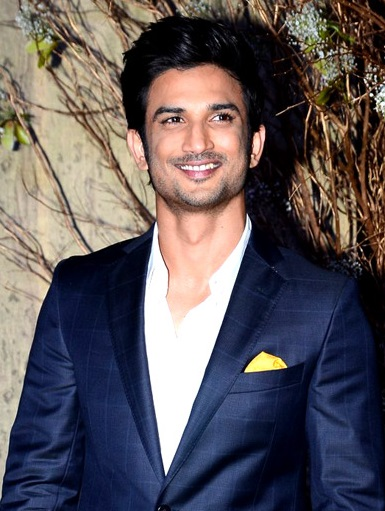
スシャント・シン・ラージプート（2016年）

- Kai Po Che!（2013年） - イシャーン・バット[50]
- Shuddh Desi Romance（2013年） - ラグー・ラーム[51]
- PK（2014年） - サルファラーズ・ユースフ[52]
- Detective Byomkesh Bakshy!（2015年） - ビョームケーシュ・バクシー（英語版）[53]
- M.S.ドーニー 〜語られざる物語〜（英語版）（2016年） - マヘンドラ・シン・ドーニ[54]
- Raabta（2017年） - ジラーン/シーヴ・カッカル[55]
- Welcome to New York（2018年） - 本人役[56]
- Kedarnath（2018年） - マンスール・カーン[57]
- Sonchiriya（2019年） - ラーカン・シン[58]
- きっと、またあえる（2019年） - アニ[59]
- DRIVE/ドライヴ（英語版）（2019年） - サマル[60]
- Dil Bechara（2020年） - マニー[61]

### テレビ
- Kis Desh Mein Hai Meraa Dil（2008年 - 2009年） - プリート[62]
- Pavitra Rishta（2009年 - 2011年） - マナーヴ・デーシュムク[62]
- Zara Nachke Dikha（2010年） - 出場者[62]
- Jhalak Dikhhla Jaa 4（2010年 - 2011年） - 出場者[62]

### ミュージックビデオ
- Paas Aao（2017年）[63]

## 受賞歴
| 受賞年 | 賞                                                 | 部門                 | 作品名                          | 結果       | 出典          |
| ------ | -------------------------------------------------- | -------------------- | ------------------------------- | ---------- | ------------- |
| 2009   | インド・テリー賞                                   | 大衆男優賞           | Pavitra Rishta                  | ノミネート | [ 64 ]        |
| 2010   | インド・テレビジョン・アカデミー賞                 | 大衆男優賞           | Pavitra Rishta                  | 受賞       | [ 65 ]        |
| 2010   | ビッグスター・エンターテインメント・アワード       | テレビ男優賞         | Pavitra Rishta                  | 受賞       | [ 65 ]        |
| 2010   | ゴールド・アワード                                 | 主演男優賞           | Pavitra Rishta                  | 受賞       | [ 65 ]        |
| 2011   | ゴールド・アワード                                 | 主演男優賞           | Pavitra Rishta                  | 受賞       | [ 66 ] [ 67 ] |
| 2014   | 製作者組合映画賞                                   | 新人男優賞           | Kai Po Che!                     | 受賞       |               |
| 2014   | 製作者組合映画賞                                   | 主演男優賞           | Kai Po Che!                     | ノミネート | [ 68 ]        |
| 2014   | スター・スクリーン・アワード                       | 新人男優賞           | Kai Po Che!                     | 受賞       | [ 69 ]        |
| 2014   | ジー・シネ・アワード                               | 新人男優賞           | Kai Po Che!                     | ノミネート | [ 70 ]        |
| 2014   | フィルムフェア賞                                   | 新人男優賞           | Kai Po Che!                     | ノミネート |               |
| 2014   | 国際インド映画アカデミー賞                         | 主演男優賞           | Kai Po Che!                     | ノミネート | [ 71 ]        |
| 2017   | スター・スクリーン・アワード                       | 批評家選出主演男優賞 | M.S.ドーニー 〜語られざる物語〜 | 受賞       |               |
| 2017   | フィルムフェア賞                                   | 主演男優賞           | M.S.ドーニー 〜語られざる物語〜 | ノミネート |               |
| 2017   | ジー・シネ・アワード                               | 主演男優賞           | M.S.ドーニー 〜語られざる物語〜 | ノミネート | [ 72 ]        |
| 2017   | スターダスト・アワード                             | 主演男優賞           | M.S.ドーニー 〜語られざる物語〜 | ノミネート | [ 73 ]        |
| 2017   | 国際インド映画アカデミー賞                         | 主演男優賞           | M.S.ドーニー 〜語られざる物語〜 | ノミネート | [ 74 ]        |
| 2017   | インディアン・フィルム・フェスティバル・メルボルン | 主演男優賞           | M.S.ドーニー 〜語られざる物語〜 | 受賞       | [ 75 ]        |